# غرانت دونلاب
غرانت دونلاب (بالإنجليزية: Grant Dunlap)‏ هو لاعب كرة قاعدة أمريكي، ولد في 20 ديسمبر 1923 في ستوكتون في الولايات المتحدة، وتوفي في 11 سبتمبر 2014 في فيستا في الولايات المتحدة.

## وصلات خارجية
- غرانت دونلاب على موقعبيزبول رفرنس.كوم (الدوري الرئيسي) (الإنجليزية)
- غرانت دونلاب على موقعبيزبول رفرنس.كوم (الدوري الثانوي) (الإنجليزية)